# Jan Jadżyn
Jan Jadżyn (ur. 13 stycznia 1943 w Skorodyńcach, zm. 5 kwietnia 2022) – polski fizyk, zajmujący się fizyką molekularną, związany z Instytutem Fizyki Molekularnej PAN.

## Życiorys
W 1965 ukończył studia fizyczne na Uniwersytecie im. Adama Mickiewicza w Poznaniu. Od 1966 pracował w Instytucie Fizyki PAN, tam w 1971 obronił pracę doktorską, w 1974 uzyskał stopień doktora habilitowanego. Od 1975 pracował w nowo powstałym Instytucie Fizyki Molekularnej PAN. 20 listopada 1986 otrzymał tytuł profesora nauk fizycznych.
Zajmował się strukturami, oddziaływaniami i dynamiką molekularną w cieczach i ciekłych kryształach, badał dielektryki.
W 2015 został odznaczony Krzyżem Kawalerskim Orderu Odrodzenia Polski.
Pochowany na Cmentarzu Junikowo w Poznaniu